# MotorSport Vision Formula Three Cup
La MotorSport Vision Formula 3 Cup es una competición de monoplazas de Fórmula 3 con sede en el Reino Unido.

## Circuitos
| - Brands Hatch - Oulton Park - Snetterton Circuit - Rockingham Motor Speedway - Silverstone Circuit - Circuito de Spa-Francorchamps |

## Campeones
Se entregan, además del título absoluto, la Clase de Copa, y la Clase de Trofeo, las cuales se entregan de acuerdo al auto que se utilice.

### Pilotos
| Año  | Campeón Absoluto | Campeón Copa   | Campeón Trofeo |
| ---- | ---------------- | -------------- | -------------- |
| 2012 | Chris Dittman    | Tristan Cliffe | Chris Dittman  |
| 2013 | Alex Craven      | Alex Craven    | Dave Karaskas  |
| 2014 | Toby Sowery      | Toby Sowery    | Oliver Rae     |
| 2015 | Aaron Steele     | Aaron Steele   | Adrian Holey   |

### Constructores
| Año  | Campeón               |
| ---- | --------------------- |
| 2012 | Omicron Racing        |
| 2013 | Mark Bailey Racing    |
| 2014 | Omicron Motorsport    |
| 2015 | Chris Dittmann Racing |